# Tưởng Hân
Tưởng Hân (sinh ngày 8 tháng 5 năm 1983) là nữ diễn viên truyền hình người Trung Quốc được biết đến nhiều nhất với vai Mộc Uyển Thanh  trong Thiên Long Bát Bộ năm 2003.

## Tiểu sử
Tưởng Hân là người Hồi sinh ra tại Ürümqi, Tân Cương nhưng lớn lên ở Hà Nam.
Năm 7 tuổi, cô vào học ở Đoàn kịch nghệ thuật thiếu nhi Trịnh Châu. Lên 8 tuổi, cô theo học ở đoàn kịch thiếu nhi tỉnh Hà Nam, sau tốt nghiệp ở trường nghệ thuật điện ảnh chuyên nghiệp Hà Nam. Khi 9 tuổi, cô đã bắt đầu tham gia đóng phim truyền hình.
Năm 16 tuổi, gia đình chiều theo mong muốn của cô là chuyển đến sống tại Bắc Kinh. Sau đó, cô bắt đầu cuộc sống mới ở Bắc Kinh và liên tục tham gia rất nhiều bộ phim khác nhau.
Năm 2003, Tưởng Hân tham gia bộ phim Thiên long bát bộ của Trương Kỷ Trung với vai Mộc Uyển Thanh.
Đến năm 2011, vai Hoa phi của cô trong Hậu cung Chân Hoàn truyện đã gây được tiếng vang lớn ở trong nước, cô được tạp chí Nam Đô bình chọn là một trong tứ đại mỹ nhân Bắc Kinh năm 2014
Tính đến nay (2013), cô đã tham gia 39 phim truyền hình bao gồm cả các vai khách mời. Sau khi tham gia diễn xuất vai Kiều Thanh Tú trong sê ri phim truyền hình tên là "Trụy tử hoàng hậu", cô nhận được sự chào đón nồng nhiệt trên cả nước và sau đó trở thành ngôi sao nhí nổi tiếng ở Hà Nam. Trong suốt quá trình tham gia sê ri "Đại cước mã hoàng hậu", cô luôn bận rộn nhưng không có bất kỳ lời phàn nàn nào. Cô được đạo diễn Chu Hiểu Văn đánh giá khá cao và được nhận xét là 1 nữ diễn viên rất siêng năng.

## Phim

### Phim truyền hình
| Năm  | Tên                                                | Vai                      |
| ---- | -------------------------------------------------- | ------------------------ |
| 1995 | Ngũ nam nhị nữ 五男二女                            | Toàn Nguyệt              |
| 1995 | Trụy tử hoàng hậu 坠子皇后                         | Kiều Thanh Tú            |
| 1996 | Phục Hy Nữ Oa 伏羲女娲                             | Thiếu Nghiên             |
| 1998 | Hỗn thế kì tài Bàng Chấn Khôn 混世奇才庞振坤       | Hồng Diệp                |
| 2002 | Cục trưởng công an 公安局长                        | Lý Phồn                  |
| 2002 | Đại cước mã hoàng hậu 大脚马皇后                   | Thu Cúc                  |
| 2002 | Đảng viên Mã đại thư 党员马大姐                    | Vai phụ                  |
| 2003 | Thiên long bát bộ 天龙八部                         | Mộc Uyển Thanh           |
| 2004 | Thần thám Địch Nhân Kiệt 神探狄仁杰                | Phương Oánh Ngọc         |
| 2004 | Ngọa để song tuyệt 卧底双绝                        | Hạ Hồng                  |
| 2004 | Long phiếu 龙票                                    | Tịch Mộ Quân             |
| 2005 | Liêu trai chí dị (phần Tiểu Thúy) 聊斋志异之小翠   | Xà Cơ                    |
| 2005 | Nguy tình đỗ quyên 危情杜鹃                        | Lộ Hiểu Na               |
| 2005 | Tiên kiếm kỳ hiệp 仙剑奇侠传                       | Nữ Uyển, Khương Uyển Nhi |
| 2005 | Thất Tiên Nữ 欢天喜地七仙女                        | Tứ tiên nữ Lục nhi       |
| 2006 | Thiên hạ Đại Minh 大明天下                         | Mộ Dung Thu              |
| 2006 | Phỉ Thúy Vương 翡翠王                              | Bằng Quyên               |
| 2007 | Đô thị nữ nhân.COM 都市女人.COM                    | Hồ Linh Nhi              |
| 2008 | Nếu còn có ngày mai 如果还有明天                   | Lưu Xuân Hồng            |
| 2008 | Vợ chồng sai giờ 夫妻时差                          | Mao Mao                  |
| 2008 | Sửu nữ dã phong cuồng 丑女也疯狂                   | Diệp Tử                  |
| 2009 | Casablanca phương Đông 东方卡萨布兰卡              | Lâm Na                   |
| 2009 | Chuyện tình bên hồ Nhật Nguyệt 爱在日月潭          | Giang Hà                 |
| 2009 | Vãn hôn 晚婚                                       | Tiếu Lệ                  |
| 2010 | Qua bích nhi nữ 戈壁儿女                           | Lưu Tưởng                |
| 2010 | Vùng trời của phụ nữ 女人的天空                    | Phương Lan Hân           |
| 2011 | Hoa hòe đỏ 红槐花                                  | Trịnh Tú Vân             |
| 2011 | Hậu cung Chân Hoàn truyện 后宫甄嬛传               | Hoa phi Niên Thế Lan     |
| 2012 | Tri thanh 知青                                     | Lý Cáp                   |
| 2012 | Tiễn tại huyền thượng 箭在弦上                     | Từ Nhất Hàng             |
| 2012 | Liệt biến 裂变                                     | Cổ Tiểu Phụng            |
| 2012 | Nữ cảnh sát Lý Xuân Xuân 女刑警李春春              | Đỗ Lộ Tây                |
| 2012 | Ngã đích nhiên tình tuế nguyệt 我的燃情岁月        | Lưu Liên Hoa             |
| 2014 | Tân khuê mật thời đại 新闺蜜时代                   | Vương Viện               |
| 2014 | Ngôi nhà đất 土楼里的女人                          | Lâm Thịnh Kim            |
| 2014 | Biên thành 边城                                    | Lạc Tiểu Đông            |
| 2014 | Nhị thai 二胎                                      | Đường Kiều Phi           |
| 2014 | Chim sẻ ngày xuân 麻雀春天                         | Cát Hồng Lăng            |
| 2014 | Lão nông dân 老农民                                | Kiều Nguyệt              |
| 2015 | Hoa thiên cốt 花千骨                               | Hạ Tử Huân               |
| 2015 | Hoa tư dẫn chi tuyệt ái chi thành 华胥引之绝爱之城 | Tống Ngưng               |
| 2015 | Mỵ nguyệt truyện 芈月传                            | Cử Cơ                    |
| 2016 | Thủ hôn như ngọc 守婚如玉                          | Hoa Sa                   |
| 2016 | Châu Chấu 蚂蚱                                     | Triệu Vy Lan             |
| 2016 | Hoan lạc tụng 欢乐颂                               | Phàn Thắng Mỹ            |
| 2016 | Súng lục kiểu 左轮手枪                             | Lưu Tú Cầm               |
| 2016 | Hoan hỉ mật thám 欢喜密探                          | Trầm Hư                  |
| 2017 | Người thừa kế 继承人                               | Thang Ninh               |
| 2017 | Ống bố quản gia 老爸当家                           | Quyền Vi                 |
| 2017 | Manh Ước 盲约                                      | Hạ Thiên                 |
| 2017 | Hoan Lạc Tụng 2 欢乐颂 2                           | Phàn Thắng Mỹ            |
| 2017 | Phẩm cách phàm nhân 凡人的品格                     | Sướng Ca                 |

### Phim điện ảnh
| Năm  | Tên               | Tên gốc  | Vai            | Ghi chú |
| ---- | ----------------- | -------- | -------------- | ------- |
| 2017 | Ma lạt học viện   | 麻辣学院 | Siêu sao Tưởng |         |
| 2018 | Phao Phù tiểu thư | 泡芙小姐 | Chủ nhiệm Đạo  | Cameo   |

## Giải thưởng
- 2012: Nữ diễn viên phụ xuất sắc nhất của Sohu TV (Hậu cung Chân Hoàn truyện)
- 2012: Diễn viên truyền hình đột phá nhất năm và diễn viên tiến bộ xuất sắc nhất năm của LeTV (Hậu cung Chân Hoàn truyện)
- 2012: Nữ diễn viên phụ xuất sắc nhất của đài An Huy (Hậu cung Chân Hoàn truyện)
- 2013: Nữ diễn viên phụ xuất sắc nhất giai đoạn 2008 - 2012 tại lễ trao giải của Ủy ban công tác đạo diễn phim truyền hình (Hậu cung Chân Hoàn truyện)
- 2016: Nữ diễn viên truyền hình xuất sắc nhất về đề tài cổ trang tại Hoa Đỉnh 2016 (Hoa tư dẫn - Tuyệt ái chi thành)
- 2017: Nữ diễn viên phụ xuất sắc nhất năm 2016 tại lễ trao giải của Ủy ban công tác đạo diễn phim truyền hình (Hoan lạc tụng)
- 2017: Một trong mười diễn viên truyền hình xuất sắc nhất Trung Quốc (cùng với Trương Quốc Lập, Trần Bảo Quốc, Lâm Vĩnh Kiện, Vương Lôi, Cao Vân Tường, Chu Viện Viện, Mã Tô, Tần Hải Lộ, Phùng Viễn Chinh)
- 2017: Tổ hợp chất lượng Tại Lễ trao giải phim truyền hình Trung Quốc chất lượng 2016 SMG (Cùng Lưu Đào, Vương Tử Văn, Dương Tử, Kiều Hân)